# Phương diện quân Viễn Đông
Phương diện quân Viễn Đông (tiếng Nga: Дальневосточный фронт) là một tổ chức tác chiến chiến lược của Hồng quân Liên Xô hoạt động ở khu vực Viễn Đông Liên Xô trong thời kỳ Thế chiến thứ hai. Trong thời kỳ cao điểm (nửa cuối 1945), trong biên chế Phương diện quân bao gồm 15 tập đoàn quân và Hạm đội Thái Bình Dương, với quân số 1,7 triệu người, được trang bị hơn 5 nghìn xe tăng và 5 nghìn máy bay.

## Lược sử

### Hình thành
Sau Nội chiến, các lực lượng của Hồng quân được tổ chức vào Tập đoàn quân đặc biệt Viễn Đông (còn gọi là Tập đoàn quân đặc biệt Viễn Đông Cờ đỏ), dưới sự chỉ huy của Tư lệnh Tập đoàn quân Vasily Blyukher. Năm 1935, Tập đoàn quân đặc biệt Viễn Đông được đổi phiên hiệu thành Quân khu Viễn Đông. Cũng trong thời gian này, Blyukher được phong quân hàm Nguyên soái Liên Xô, trở thành 1 trong 5 nguyên soái đầu tiên của Liên bang Xô viết. Tuy nhiên, chỉ sau một thời gian ngắn, Quân khu Viễn Đông lại được đổi trở về thành Tập đoàn quân đặc biệt Viễn Đông.
Trước tình hình căng thẳng dâng cao ở vùng biên giới, ngày 28 tháng 6 năm 1938, Dân ủy Quốc phòng Liên Xô ra quyết định thành lập Phương diện quân Viễn Đông (còn gọi là Phương diện quân Viễn Đông Cờ đỏ) trên cơ sở của Tập đoàn quân đặc biệt Viễn Đông. Thành phần của Phương diện quân bấy giờ gồm 2 tập đoàn quân số 1 và số 2, cũng như các đơn vị quân đội tại Khabarovsk. Thành phần chỉ huy bao gồm:
- Tư lệnh Phương diện quân: Nguyên soái Liên Xô V.K. Blyukher
- Ủy viên Hội đồng quân sự: Chính ủy cấp sư đoàn P.I. Mazepov
- Tham mưu trưởng: Chỉ huy cấp quân đoàn G.M. Shtern

Khi xung đột hồ Khasan nổ ra, các đơn vị biên phòng, Sư đoàn bộ binh 40 và Quân đoàn súng trường 39 là những đơn vị trực tiếp tham chiến. Tuy giành được thắng lợi, đẩy lùi quân Nhật về bên kia biên giới, nhưng những tổn thất nặng nề cộng với chỉ huy yếu kém, bộ chỉ huy bị kỷ luật nặng nề. Ngày 31 tháng 8 năm 1938, Phương diện quân Viễn Đông bị giải thể theo quyết định của Hội đồng quân sự tối cao. Lực lượng Phương diện quân bị chia thành các Tập đoàn quân đặc biệt Cờ đỏ số 1 và số 2, trực thuộc trực tiếp Dân ủy Quốc phòng.

### Tái lập trong Thế chiến thứ hai
Mặc dù có một chiến thắng quyết định trước quân Nhật trong Chiến dịch Khalkhyn Gol, tuy nhiên trước sự bành trướng của Lục quân Đế quốc Nhật Bản trên chiến trường Trung Quốc và Mãn Châu quốc, ngày 1 tháng 7 năm 1940, Phương diện quân Viễn Đông được tái thành lập trên cơ sở bộ phận giám sát tiền phương ở Chita, phối thuộc các đơn vị tác chiến gồm Tập đoàn quân đặc biệt Cờ đỏ số 1 và số 2, Tập đoàn quân số 15, cụm binh đoàn phía Bắc. Hạm đội Thái Bình Dương và Hạm đội Amur Cờ đỏ cũng được đặt dưới quyền điều động. Bộ tư lệnh của Phương diện quân đặt tại Khabarov.
Trong suốt thời gian diễn ra Chiến tranh Xô-Đức, mặc dù các lực lượng tác chiến đều ưu tiên cho chiến trường phía Tây chống Đức, tuy nhiên, lực lượng của Phương diện quân vẫn được tăng cường. Vào tháng 6 năm 1941, các tập đoàn quân số 25 và 35 mới thành lập cũng được đưa vào biên chế của Phương diện quân. Tháng 8 năm 1942, trên cơ sở các đơn vị không quân riêng rẽ, thành lập các tập đoàn quân không quân số 9 và số 10. Tháng 7 năm 1943, Tập đoàn quân số 16 của Phương diện quân được thành lập trên cơ sở của Quân đoàn đặc biệt súng trường (Sakhalin).
Biên chế chủ yếu của Phương diện quân trong thời gian này gồm:
- Tập đoàn quân Cờ đỏ 1
- Tập đoàn quân Cờ đỏ 2
- Tập đoàn quân 15
- Tập đoàn quân 25
- Tập đoàn quân 35
- Quân đoàn bộ binh đặc biệt (sau đổi thành Tập đoàn quân 16)
- Tập đoàn quân Không quân 9
- Tập đoàn quân Không quân 10

### Chiến tranh với Nhật Bản
Ngày 19 tháng 3 năm 1945, Đại bản doanh Bộ Tổng tư lệnh tối cao ra chỉ thị cho Phương diện quân tách Tập đoàn quân Cờ đỏ số 1, các tập đoàn quân số 25 và 35, Tập đoàn quân không quân số 9, Quân đoàn sơ giới số 10, để thành lập Cụm tác chiến Primorsky độc lập.
Ngày 5 tháng 8 năm 1945, Đại bản doanh Bộ Tổng tư lệnh tối cao ra quyết định thành lập Phương diện quân Viễn Đông 1, trên cơ sở Cụm tác chiến Primorsky, do Nguyên soái K.A. Meretskov chỉ huy (nhằm hướng bắc Mãn Châu quốc), biên chế gồm:
- Tập đoàn quân Cờ đỏ 1
- Tập đoàn quân 5
- Tập đoàn quân 25
- Tập đoàn quân 35
- Cụm chiến dịch Chuguevsk
- Giang đội Amur

Bên cạnh đó, Phương diện quân Viễn Đông cũng được đổi tên thành Phương diện quân Viễn Đông 2, do Đại tướng M.A. Purkayev chỉ huy (nhằm hướng Mãn Châu quốc), biên chế gồm: 
- Tập đoàn quân Cờ đỏ 2
- Tập đoàn quân 15
- Tập đoàn quân 16
- Tập đoàn quân không quân 10

Trong Chiến dịch Mãn Châu (1945), các phương diện quân Viễn Đông 1 và 2 tấn công các đơn vị chiếm đóng Nhật Bản ở Mãn Châu. Đạo quân Quan Đông của Lục quân Đế quốc Nhật Bản với hơn 1 triệu quân đã bị quân đội Liên Xô đánh tan. Đến ngày 21 tháng 8 thì Hồng quân Liên Xô đã hoàn toàn giải phóng Mãn Châu, quân Nhật ở Mãn Châu buộc phải đầu hàng Hồng quân.

## Lãnh đạo phương diện quân

### Tư lệnh
| STT | Ảnh | Họ tên          | Thời gian sống | Thời gian tại nhiệm           | Cấp bậc tại nhiệm                    | Ghi chú                                                                                              |
| --- | --- | --------------- | -------------- | ----------------------------- | ------------------------------------ | --- |
| 1   |     | V.K. Blyukher   | 1889 - 1938    | tháng 7, 1938 - tháng 9, 1938 | Nguyên soái Liên Xô (1935)           | Bị kết tội gián điện cho Nhật và bị tra tấn đến chết.                                                |
|     |     |                 |                |                               |                                      | |
| 2   |     | G.M. Shtern     | 1900 - 1941    | tháng 6, 1940 - tháng 1, 1941 | Thượng tướng (1940)                  | Tổng cục trưởng Tổng cục Phòng không Dân ủy Quốc phòng. Bị kết tội gián điện cho Đức và bị xử bắn.   |
| 3   |     | I.R. Apanasenko | 1890 - 1943    | tháng 1, 1941 - tháng 4, 1943 | Thượng tướng (1940) Đại tướng (1941) | Phó tư lệnh Phương diện quân Voronezh. Tử thương trong trận Vòng cung Kursk ngày 5 tháng 8 năm 1943. |
| 4   |     | M.A. Purkayev   | 1894 - 1953    | tháng 4, 1943 - tháng 8, 1945 | Thượng tướng (1942) Đại tướng (1944) | Giám đốc Học viện Giáo dục Cao cấp Bộ Quốc phòng Liên Xô.                                            |

### Ủy viên Hội đồng quân sự
| STT | Ảnh | Họ tên        | Thời gian sống | Thời gian tại nhiệm           | Cấp bậc tại nhiệm                                                                       | Ghi chú                                                                         |
| --- | --- | ------------- | -------------- | ----------------------------- | --------------------------------------------------------------------------------------- | ------------------------------------------------------------------------------- |
| 1   |     | P.I. Mazepov  | 1900 - 1975    | tháng 7, 1938 - tháng 8, 1938 | Chính ủy Sư đoàn (1938)                                                                 | Thiếu tướng (1942). Trưởng phòng Chính trị Học viện Quân y mang tên S.M. Kirov. |
|     |     |               |                |                               |                                                                                         |                                                                                 |
| 2   |     | N.I. Biryukov | 1901 - 1974    | tháng 6, 1940 - tháng 2, 1941 | Chính ủy Tập đoàn quân bậc 2 (1940)                                                     | Thượng tướng (1944). Tư lệnh Thiết giáp và Cơ giới Quân khu Zabaikal.           |
| 3   |     | A.S. Zheltov  | 1904 - 1991    | tháng 2, 1941 - tháng 8, 1941 | Chính ủy Quân đoàn (1940)                                                               | Thượng tướng (1944). Chủ tịch Hội Cựu chiến binh Liên Xô.                       |
| 4   |     | F.P. Yakovlev | 1900 - 1971    | tháng 8, 1941 - tháng 5, 1945 | Chính ủy Sư đoàn (1940) Chính ủy Quân đoàn (1941) Thiếu tướng (1942) Trung tướng (1944) | Trưởng phòng Chính trị Trường Sĩ quan cao cấp.                                  |
| 5   |     | D.S. Leonov   | 1899 - 1981    | tháng 5, 1945 - tháng 8, 1945 | Trung tướng (1942)                                                                      | Trưởng Phòng 3 Tình báo Phản gián, Ủy ban An ninh Nhà nước (KGB)                |

### Tham mưu trưởng
| STT | Ảnh | Họ tên          | Thời gian sống | Thời gian tại nhiệm           | Cấp bậc tại nhiệm                      | Ghi chú |
| --- | --- | --------------- | -------------- | ----------------------------- | -------------------------------------- | --- |
| 1   |     | G.M. Shtern     | 1900 - 1941    | tháng 7, 1938 - tháng 8, 1938 | Tư lệnh Quân đoàn (1938)               | Thượng tướng (1940). Tổng cục trưởng Tổng cục Phòng không Dân ủy Quốc phòng. Bị kết tội gián điện cho Đức và bị xử bắn.                  |
|     |     |                 |                |                               |                                        | |
| 2   |     | M.A. Kuznetsov  | 1896 - 1941    | tháng 6, 1940 - tháng 1, 1941 | Thiếu tướng (1940)                     | Tư lệnh Sư đoàn bộ binh 126 (Quân đoàn 11, Phương diện quân Tây Bắc). Tử thương tại thành phố Polotsk (Belarus) ngày 6 tháng 8 năm 1941. |
| 3   |     | I.V. Smorodinov | 1894 - 1953    | tháng 1, 1941 - tháng 8, 1943 | Trung tướng (1940) Thượng tướng (1941) | Tổng cục trưởng Tổng cục Tổ chức và Cơ giới hóa, Bộ Tổng tham mưu.                                                                       |
| 4   |     | F.I. Shevchenko | 1900 - 1982    | tháng 8, 1943 - tháng 8, 1945 | Thiếu tướng (1941) Trung tướng (1944)  | Tham mưu trưởng, Phó tư lệnh thứ nhất Quân khu Ural.                                                                                     |